# Erovnuli Liga
Erovnuli Liga (georgiska: ეროვნული ლიგა) är den högsta divisionen inom georgisk fotboll. Den grundades 2017 för att spelas vår till höst och ersatte då Umaghlesi Liga som tidigare spelades höst till vår. Den första säsongen av ligan inleddes i mars 2017 för att avslutas i hösten samma år. Ligan organiseras av georgiska fotbollsfederationen (GFF). Då ligan är den högsta divisionen sker ingen uppflyttning, men den lägst placerade klubben degraderas till Erovnuli Liga 2.

## Upplägg
Säsongen inleds på våren och avslutas under hösten samma år. 10 klubbar får delta i ligan där den klubb som efter säsongens sista match slutat sist direkt åker ur ligan till Erovnuli Liga 2. Klubbarna på plats 8-9 får istället spela playoff mot klubbarna från Erovnuli Liga 2 som där slutat på plats 2-3.

## Klubbar 2020
| Klubb              | Plats     | Arena                       | Kapacitet |
| ------------------ | --------- | --------------------------- | --------- |
| Dila Gori          | Gori      | Tengiz Burdzjanadze-stadion | 8,230     |
| Dinamo Batumi      | Batumi    | Tjele Arena                 | 6,000     |
| Dinamo Tbilisi     | Tbilisi   | Boris Paitjadze-stadion     | 54,202    |
| Lokomotivi Tbilisi | Tbilisi   | Micheil Meschi-stadion      | 25,453    |
| Merani Tbilisi     | Tbilisi   | Sinatle Stadium             | 2,500     |
| Saburtalo Tbilisi  | Tbilisi   | Micheil Meschi-stadion      | 25,453    |
| Samtredia          | Samtredia | Erosi Mandzjgaladze-stadion | 5,000     |
| Telavi             | Telavi    | Givi Tjocheli-stadion       | 12,000    |
| Tjichura Satjchere | Satjchere | Central Stadium             | 2,000     |
| Torpedo Kutaisi    | Kutaisi   | Ramaz Sjengelia-stadion     | 19,400    |

## Ligamästare
- 2017: Torpedo Kutaisi
- 2018: Saburtalo Tbilisi
- 2019: Dinamo Tbilisi
- 2020: Dinamo Tbilisi (18)
- 2021: Dinamo Batumi (1)

### Titlar per klubb
| Klubb                                 | Titlar |
| ------------------------------------- | ------ |
| Dinamo Tbilisi (inkl. Iberia Tbilisi) | 18     |
| Torpedo Kutaisi                       | 4      |
| Metalurgi Rustavi                     | 2      |
| WIT Georgia                           | 2      |
| FK Zestaponi                          | 2      |
| Sioni Bolnisi                         | 1      |
| Dila Gori                             | 1      |
| Saburtalo Tbilisi                     | 1      |
| FK Samtredia                          | 1      |
| Dinamo Batumi                         | 1      |

## Skytteligavinnare
- Lista över skytteligavinnare

| År   | Bästa målskytt                  | Klubb              | Mål |
| 2017 | Irakli Sicharulidze             | Lokomotivi Tbilisi | 25  |
| 2018 | Giorgi Gabedava Budu Zivzivadze | Dinamo Tbilisi     | 22  |
| 2019 | Levan Kutalia                   | Dinamo Tbilisi     | 20  |